# Txarodéika

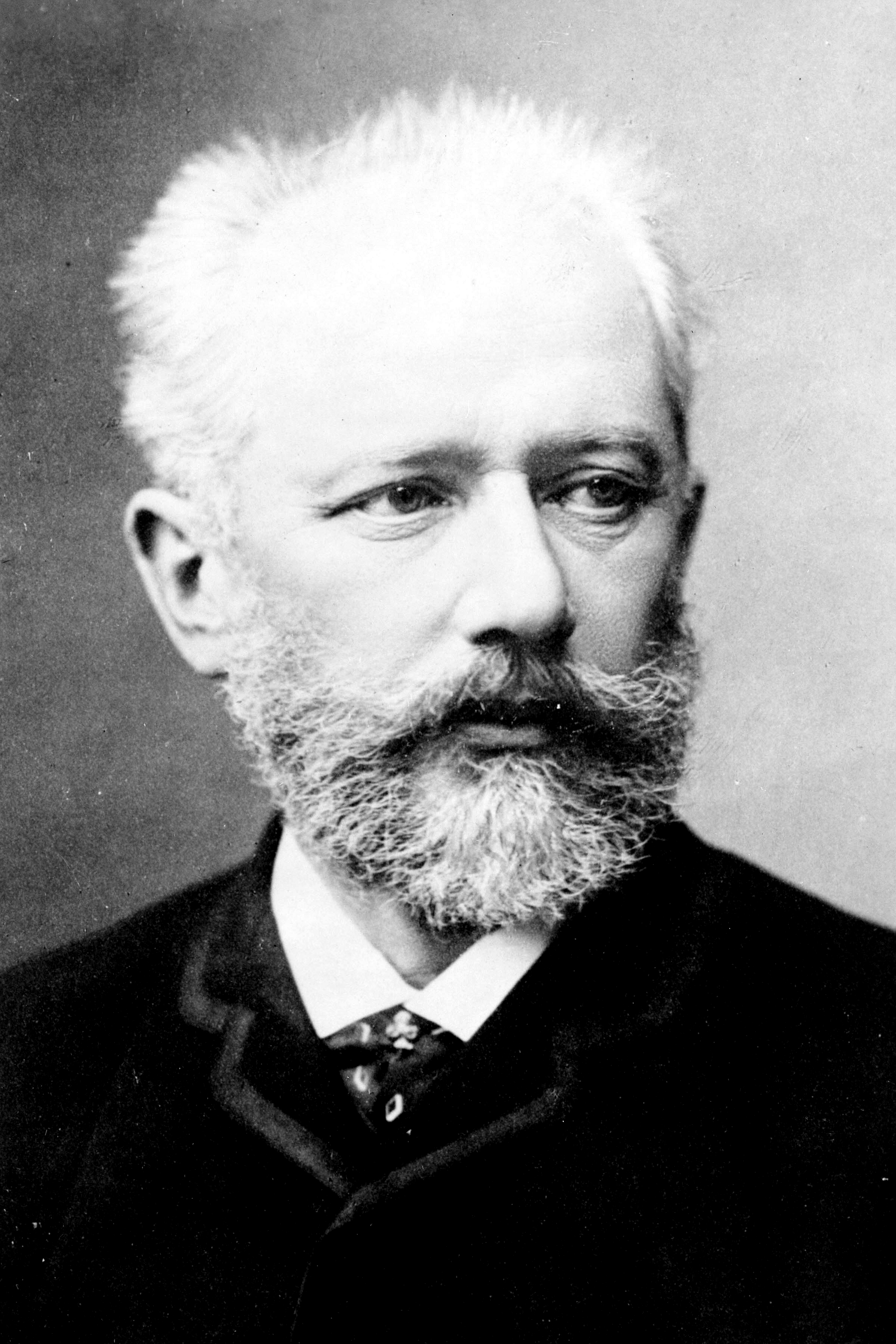
Fotografia de Piotr Ilich Txaikovski, autor de la música.

La fetillera (en rus: Чародейка, Charodéika) és una òpera en quatre actes, amb música de Piotr Ilich Txaikovski i llibret en rus d'Ippolit Shpazhinski, usant el seu drama homònim. Es va estrenar l'11 de novembre de 1887 al Teatre Mariinski de Sant Petersburg, dirigida pel compositor i amb direcció escènica de Osip Palechek (Josef Paleček), escenaris dissenyats per Mijaíl Bocharov; i vestuari d'I. Ponomariov.
L'òpera va ser composta entre setembre de 1885 i maig de 1887 a Maidanovo, Rússia. Altres representacions destacades van ser l'estrena a Moscou al Teatre Bolxoi el 1890, seguida per altres dues en aquesta ciutat el 1900 i el 1913.

## Personatges
| Personatge | Tessitura         | Repartiment de l'estrena, Sant Petersburg 11 de novembre 1887 Director: el compositor) |
| --- | ----------------- | -------------------------------------------------------------------------------------- |
| Príncep Nikita Kurlyatev, el delegat del gran príncep en Nizhni Nóvgorod                                               | baríton           | Iván Melnikov                                                                          |
| Princesa Yevpraksiya Romanovna, la seva esposa                                                                         | mezzosoprano      | Mariya Slavina                                                                         |
| Príncep Yuriy, el seu fill                                                                                             | tenor             | Mijaíl Vasilyev                                                                        |
| Mamïrov, un vell diaca                                                                                                 | baix              | Fiódor Stravinski                                                                      |
| Nenila, la seva germana, una dama de companyia de la princesa                                                          | mezzosoprano      |                                                                                        |
| Iván Zhuran, valet del príncep                                                                                         | sota-baríton      |                                                                                        |
| Nastasya, sobrenomenada "Kuma", guardiana d'una taverna al costat del camí en l'encreuament del riu Oka, una dona jove | soprano           | Emilia Pavlovskaya                                                                     |
| Foka, el seu oncle | baríton           |                                                                                        |
| Polya, la seva amiga                                                                                                   | soprano           |                                                                                        |
| Balakin, un hoste de Nizhni Nóvgorod                                                                                   | tenor             |                                                                                        |
| Potap, un comerciant hoste                                                                                             | sota-baríton      |                                                                                        |
| Lukash, comerciant hoste                                                                                               | tenor             |                                                                                        |
| Kichiga, un boxador | baix              |                                                                                        |
| Payísy, un rodamón disfressat de monjo                                                                                 | tenor de caràcter |                                                                                        |
| Kudma, un hechicero | baríton           |                                                                                        |
| Cor, papers muts: donzelles, hostes, oficials de policia, serfs, caçadors, skomoroji, poble                            |                   |                                                                                        |